# Beryl's Lot
Beryl's Lot är en brittisk drama-komedi-TV-serie om en kvinna i medelåldern. Berättelserna skrevs av Kevin Laffan, producerades av David Cunliffe och Peter Willes, och regisserade gjorde Derek Bennett och David Reynolds för Yorkshire Television. Den sändes i ITV åren 1973-1977. Beryl's Lot spelades under 3 säsonger, med totalt 52 avsnitt. De två första säsongerna förekom 13 entimmesavsnitt, under säsong tre förekom 26 stycken 30-minutersavsnitt.

## Handling
Serien handlar om Beryl Humphries från Battersea gift med ett mjölkbud och trebarnsmor, som i 40-årsåldern vill vidga sina vyer, och tar filosofilektioner på kvällskurser.
Beryl's Lot inspirerades av en berättelse av Margaret Powell (1907-1984), en tidigare hushållsarbetare som själv varit med om liknande händelser.

## Rollista
- Carmel McSharry - Beryl Humphries
- Mark Kingston -  Tom Humphries (säsong 1-2)
George Selway - Tom Humphries (säsong 3)
- Barbara Mitchell - Vi Tonks
- Tony Caunter - Trevor Tonks
- Annie Leake - Wully Harris
- Johnny Shannon - Wacky Waters
- Robert Keegan - Horace Harris
- Robin Askwith - Fred Pickering (säsong 1-2)
- Queenie Watts - Freda Mills (säsong 1-2)
- Brian Capron - Jack Humphries
- Anita Carey - Babs Humphries
- Verna Harvey - Rosie Humphries
- Norman Mitchell - Charlie Mills

## Avsnitt

### Säsong 1 (1973 - 1974)
- Getting Up (1 november 1973)
- Quite a Reception (8 november 1973)
- Box and Cox (15 november 1973)
- Dancing Lessons (22 november 1973)
- Definitely Very Chilly (29 november 1973)
- Diamond Cut Diamond (6 december 1973)
- Entente Cordiale (13 december 1973)
- Sixes and Sevens (20 december 1973)
- It's a Rum World (3 januari 1974)
- A Bit of Culture (10 januari 1974)
- Backs to the Wall (17 januari 1974)
- Naughty Boy, Naughty Girl (24 januari 1974)
- Rosie All the Way (31 januari 1974)

### Säsong 2 (1975)
- After the Wedding Was Over (26 september 1975)
- It's a Wise Child (3 oktober 1975)
- Finders Keepers (10 oktober 1975)
- Treble Chance (17 oktober 1975)
- Charlie Is My Darling (24 oktober 1975)
- Ignorance Is Bliss (31 oktober 1975)
- The Last Straw (7 november 1975)
- Easy Pickings (14 november 1975)
- Stool Pigeon (21 november 1975)
- Devil to Pay (28 november 1975)
- Safety First (5 december 1975)
- Home Again (12 december 1975)
- A Day at the Races (19 december 1975)

### Säsong 3 (1976 - 1977)
- Avsnitt 1 (31 december 1976)
- Avsnitt 2 (7 januari 1977)
- Avsnitt 3 (14 januari 1977)
- Avsnitt 4 (21 januari 1977)
- Avsnitt 5 (28 januari 1977)
- Avsnitt 6 (4 februari 1977)
- Avsnitt 7 (11 februari 1977)
- Avsnitt 8 (18 februari 1977)
- Avsnitt 9 (25 februari 1977)
- Avsnitt 10 (4 mars 1977)
- Avsnitt 11 (11 mars 1977)
- Avsnitt 12 (18 mars 1977)
- Avsnitt 13 (25 mars 1977)
- Avsnitt 14 (1 april 1977)
- Avsnitt 15 (8 april 1977)
- Avsnitt 16 (15 april 1977)
- Avsnitt 17 (22 april 1977)
- Avsnitt 18 (29 april 1977)
- Avsnitt 19 (6 maj 1977)
- Avsnitt 20 (13 maj 1977)
- Avsnitt 21 (20 maj 1977)
- Avsnitt 22 (27 maj 1977)
- Avsnitt 23 (3 juni 1977)
- Avsnitt 24 (10 juni 1977)
- Avsnitt 25 (17 juni 1977)
- Avsnitt 26 (24 juni 1977)

### Fotnoter
1. ↑  Beryl's Lot på memorabletv.com Arkiverad 27 augusti 2009 hämtat från the Wayback Machine.
2. ↑  imdb.com